# Ruta Estatal de California 282
La Ruta Estatal de California 282, abreviada SR 282 (en inglés: California State Route 282) es una carretera estatal estadounidense ubicada en el estado de California. La carretera inicia en el Oeste desde la Base Aeronaval de North Island en sentido Este hasta finalizar en la SR 75     en Coronado. La carretera tiene una longitud de 1,1 km (0.691 mi).

## Mantenimiento
Al igual que las autopistas interestatales, y las rutas federales y el resto de carreteras estatales, la Ruta Estatal de California 282 es administrada y mantenida por el Departamento de Transporte de California por sus siglas en inglés Caltrans.